# Thrypticus tonsus
Thrypticus tonsus är en tvåvingeart som beskrevs av Negrobov och Stackelberg 1972. Thrypticus tonsus ingår i släktet Thrypticus och familjen styltflugor. Inga underarter finns listade i Catalogue of Life.